# Halynka

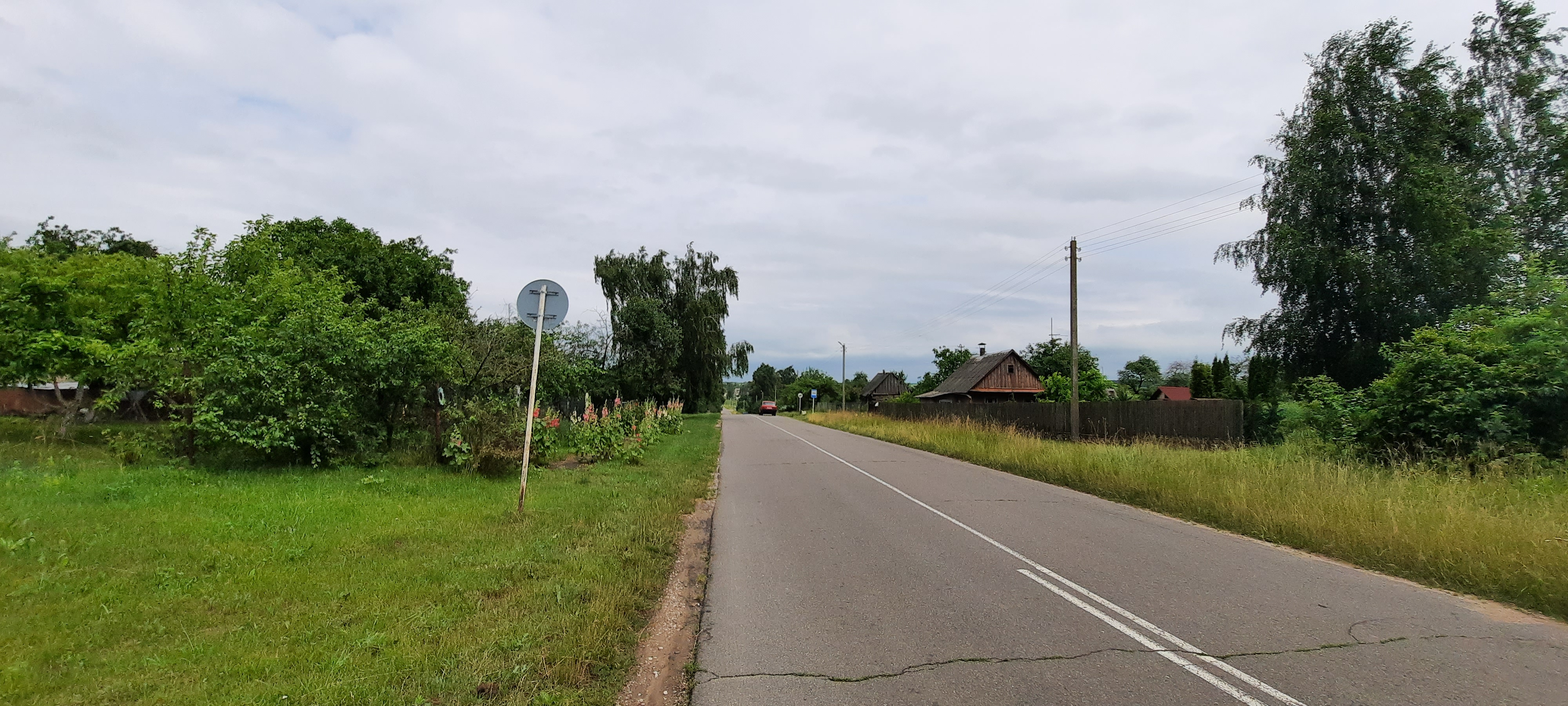
Halnyka (2021)

Halynka (belarussisch Галынка; russisch Голынка) ist ein Dorf im Selsawet Wolna, Rajon Baranawitschy, Breszkaja Woblasz, Belarus.
In Halynka befindet sich der Halynkaer Feldscher- und Geburtshilfepunkt (ФАП) als Einrichtung primärer und kostenloser medizinischer Versorgung für die Dorfbevölkerung.